# نیکلای اول، پادشاه مونته‌نگرو
نیکلای اول پادشاه مونته‌نگرو با نام اصلی نیکُلا پِترُویچ نْیِگُش (سیریلیک صربی: Никола I Петровић-Његош؛ ۷ اکتبر ۱۸۴۱ – ۱ مارس ۱۹۲۱) شاعر، نویسنده، پادشاه، و آریستوکراسی (طبقه) بود.
نیکولا در روستای نژگوشی متولد شد. پدرش، میرکو پتروویچ-نجگو، رزمنده مشهور مونته‌نگرو، برادر بزرگتر دانیلو اول مونته‌نگرو بود، که فرزندی پسر بر جای نگذاشت. شاهزاده نیکولا به پاریس فرستاده شد اما در ذائقه و عادات خود تحت تأثیر عادات فرانسوی قرار نگرفت. شاهزاده، که میهن‌پرستی شدیدی داشت، توانایی رهبری و استعدادهای شاعرانه خود را در همان اوایل نشان داد و تمایلی به لذت‌های پایتخت فرانسه نشان نداد و مشتاقانه منتظر بازگشت به سرزمین مادری خود بود.

## شاهزاده مونته‌نگرو
نیکولا در حالی که هنوز در پاریس بود جانشین عموی ترور شده خود دانیلو اول به عنوان شاهزاده شد. در سن ۱۹ سالگی، در سیتینه، در ۸ نوامبر ۱۸۶۰، او با میلنا، ۱۳ ساله، دختر ووودا ازدواج کرد. در دوران صلح که نیکولا یک سری اصلاحات نظامی، اداری و آموزشی انجام داد. این کشور بین سالهای ۱۸۶۲ تا ۱۸۷۸ درگیر مجموعه‌ای از جنگ‌ها با امپراتوری عثمانی بود. در سال ۱۸۶۷ او با امپراتور ناپلئون سوم در پاریس ملاقات کرد و در سال ۱۸۶۸ سفری به روسیه انجام داد، جایی که مورد استقبال دلپذیر تزار، اسکندر قرار گرفت.

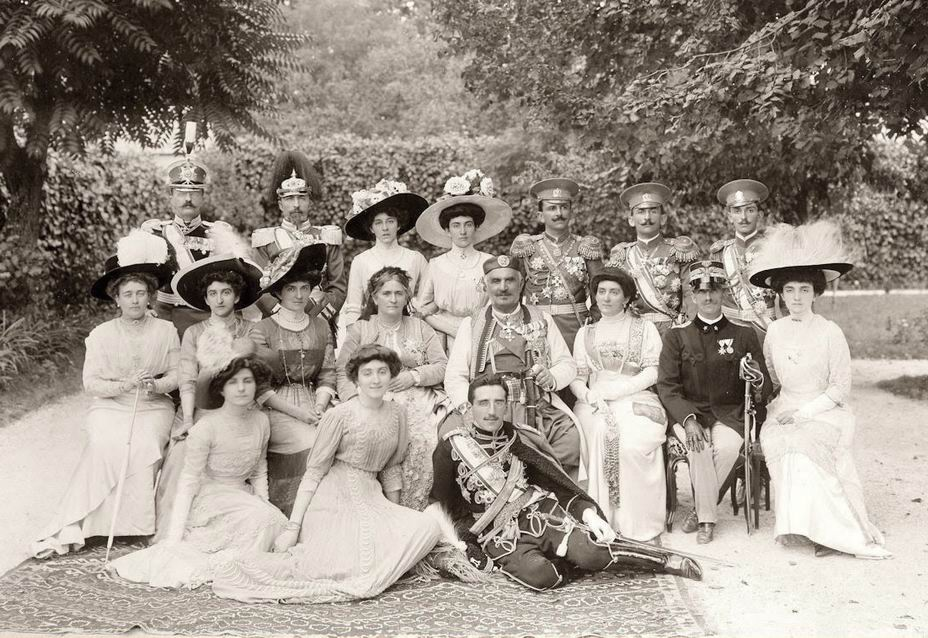
پادشاه نیکلاس اول با همسر، پسران و دخترانش، در ۱۹۱۰.

در سال ۱۸۷۶ نیکولا علیه ترکیه اعلام جنگ کرد. طی آن نیکشیچ، بار و اولسینج را تصرف کرد. این جنگ منجر به گسترش قابل توجه مرز مونته‌نگرو و دستیابی به ساحلی در دریای آدریاتیک شد. نیکولا این جنگ را انتقام نبرد کوزوو (۱۳۸۹) اعلام کرد. در سال ۱۸۷۶ او پیامی به مونته نگروها در هرزگوین ارسال کرد. کنگره برلین در سال ۱۸۷۸ استقلال مونته‌نگرو را به رسمیت شناخت و در دهه‌های بعد مونته‌نگرو از رفاه و ثبات قابل توجهی برخوردار شد. آموزش، ارتباطات و ارتش بسیار گسترش یافت.

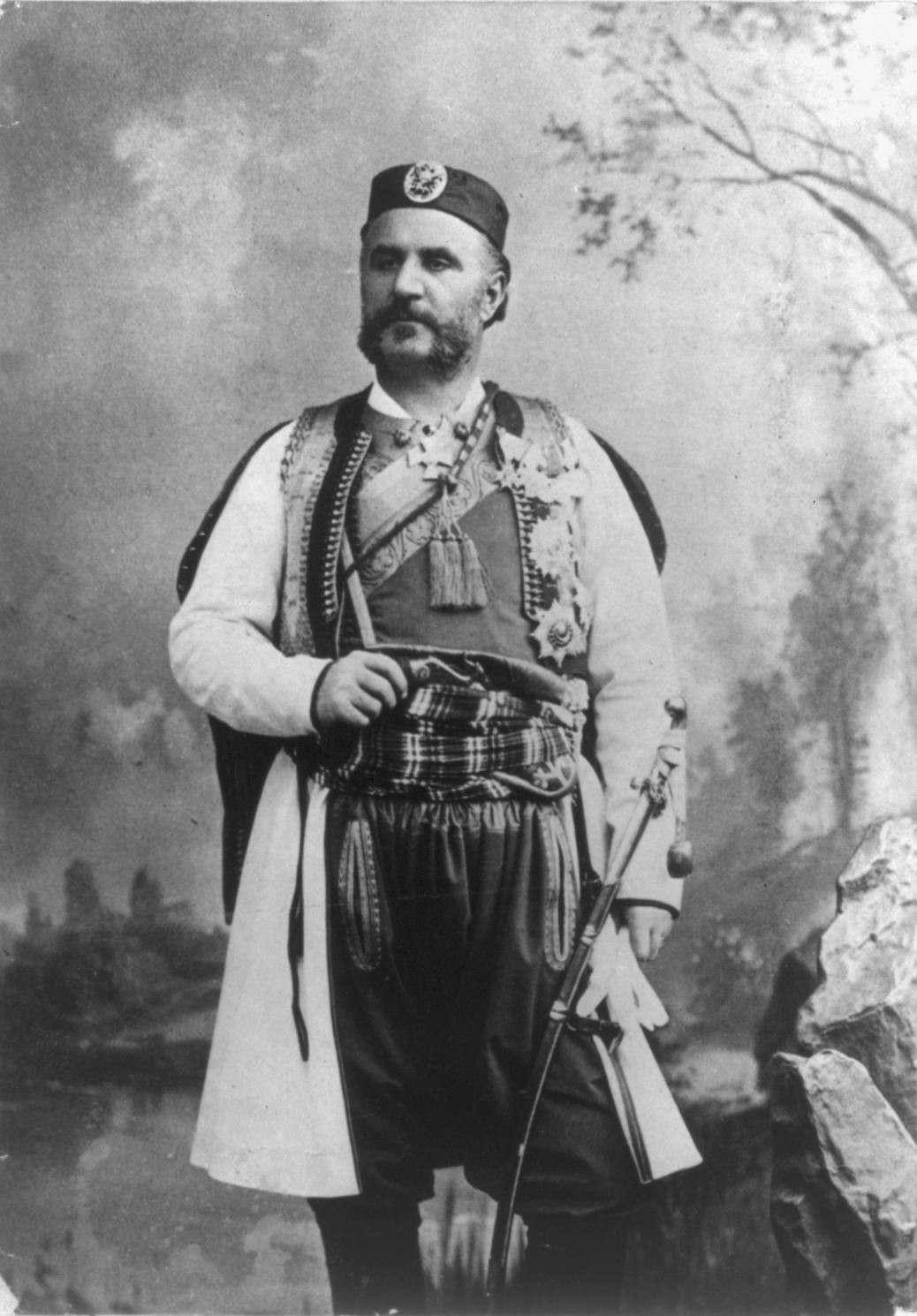
پادشاه نیکلاس اول در ۱۹۰۹.

## پادشاه مونته‌نگرو
به گفته بولاتی، دربار مونته‌نگرو از قتل پادشاه الکساندر اوبرنوویچ چندان ناراحت نبود، زیرا آنها او را دشمن مونته‌نگرو و مانع اتحاد سرزمین‌های صرب می دانستنداو در سال ۱۹۰۵در پی فشار جمعیتی که مشتاق آزادی بیشتر بودند، اولین قانون اساسی را به مونته‌نگرو اعطا کرد. او همچنین آزادی مطبوعات و قوانین حقوق جزا به سبک اروپای غربی را پذیرفت. در سال ۱۹۰۶، او پول مونته‌نگرو را معرفی کرد. در ۲۸ اوت ۱۹۱۰، در طول جشن تولد خود، مطابق با درخواست اسکوپاتینا، عنوان پادشاه را به خود اختصاص داد. او در همان زمان به عنوان مارشال ارتش روسیه برگزیده شد. افتخاری که قبلاً به هیچ فرد خارجی به جز دوک ولینگتون تعلق نگرفته بود. هنگامی که جنگهای بالکان در سال ۱۹۱۲ شروع شد، پادشاه نیکولا یکی از پرشورترین متحدان اسلاو بود. او می‌خواست عثمانی‌ها را به‌طور کامل از اروپا بیرون کند. او با کنسرت اروپا مخالفت کرددر جنگ بزرگ که در سال ۱۹۱۴شروع شد، او اولین کسی بود که برای دفع نیروهای امپراتوری اتریش-مجارستان از شبه جزیره بالکان به کمک صربستان رفت. در ژانویه ۱۹۱۶، پس از شکست صربستان، مونته‌نگرو نیز توسط اتریش-مجارستان فتح شد و پادشاه به ایتالیا و سپس به فرانسه گریخت و فعالیت دولت او به بوردو منتقل شد. پس از پایان جنگ جهانی اول، در نشستی در پودگوریتسا رای به عزل نیکولا و الحاق مونته‌نگرو به صربستان داده شد. چند ماه بعد، صربستان (از جمله مونته‌نگرو) با سرزمین‌های سابق اسلاو جنوبی اتریش-مجارستان ادغام شد و پادشاهی صرب‌ها، کروات‌ها و اسلوونی‌ها را تشکیل داد، که در سال ۱۹۲۹ به یوگسلاوی تغییر نام داد. نیکلا در سال ۱۹۱۸ در فرانسه تبعید شدوی در ایتالیا به خاک سپرده شد. در سال ۱۹۸۹، بقایای نیکولا، ملکه ملنا و دو فرزند از دوازده فرزندشان در مونته‌نگرو دفن شدند.
وی همچنین برندهٔ جوایزی همچون نشان نخل آکادمیک، نشان سلطنتی ویکتوریایی، و لژیون دونور (افسر) شده‌است.

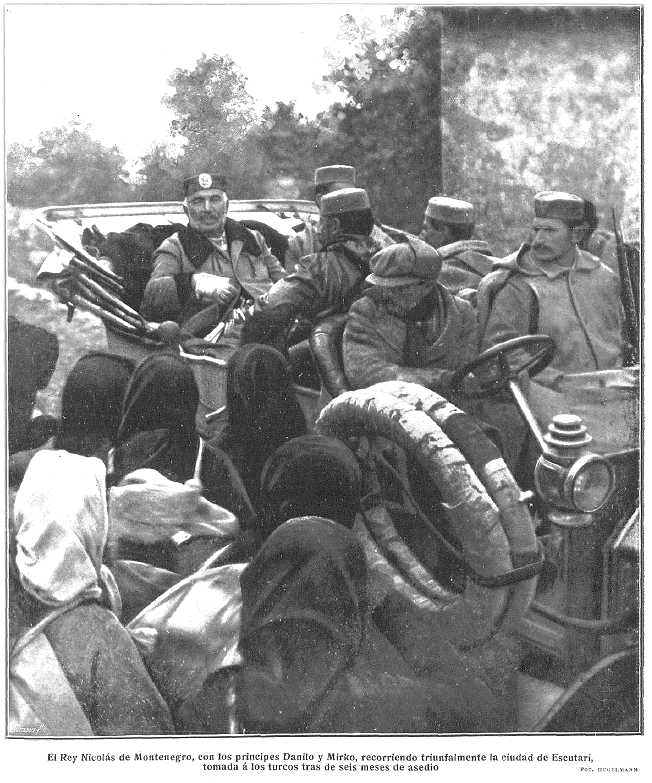
پادشاه نیکلاس اول، پس از محاصره، با پیروزی وارد اسکودار شد.

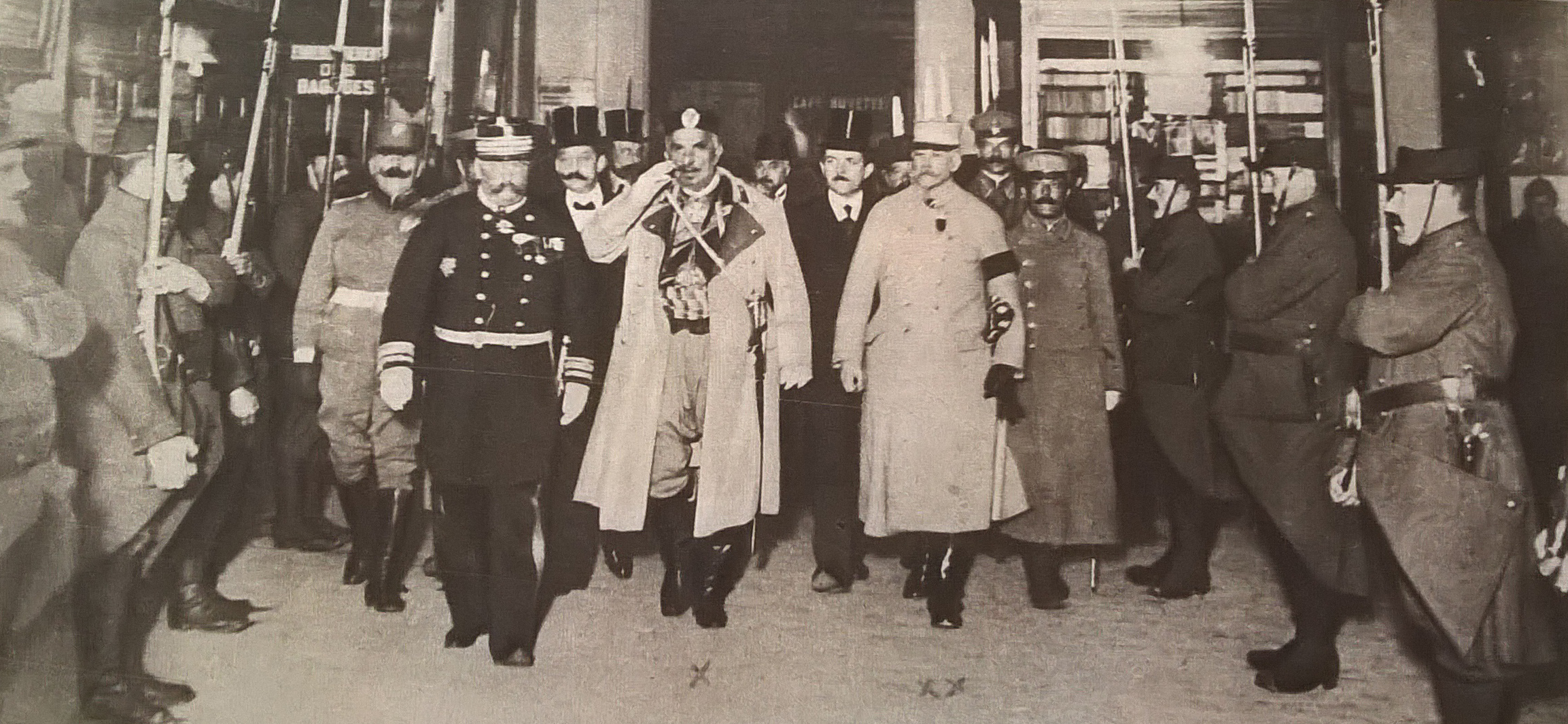
شبه نظامیان پادشاه به پادشاه نیکلاس اول در لیون سلام می‌کنند

## نگارخانه

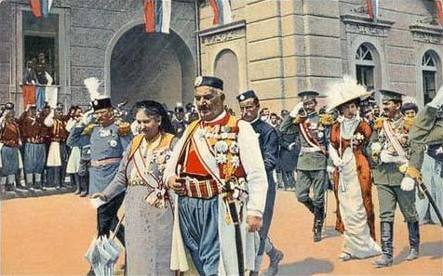
اعلام پادشاهی مونته نگرو
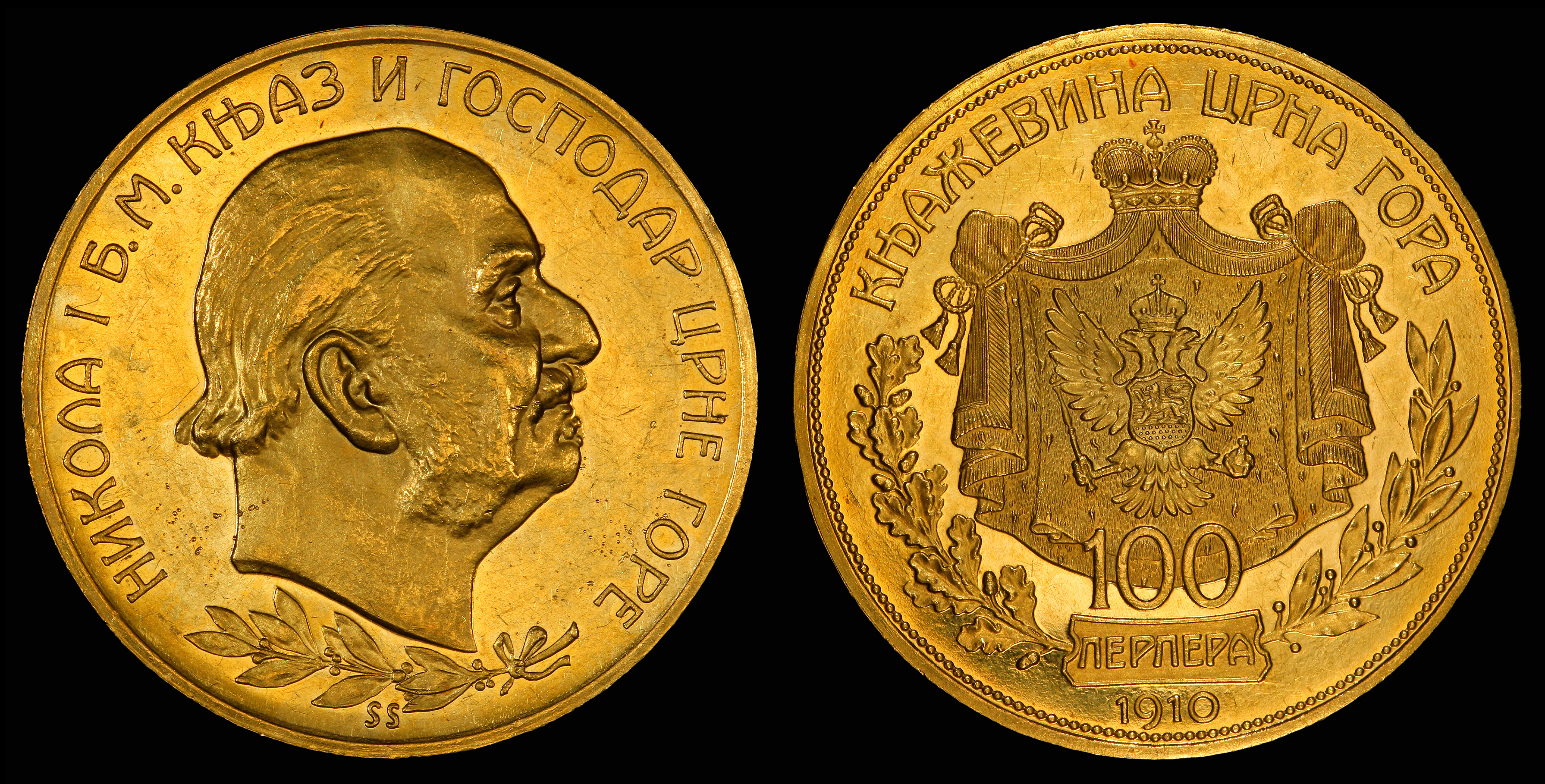
نیکولای اول روی سکه
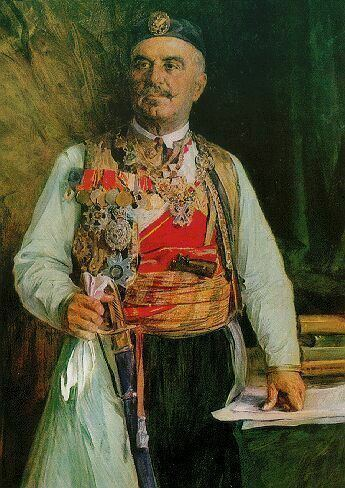
پادشاه نیکلاس اول ، پرتره نقاش ایتالیایی.
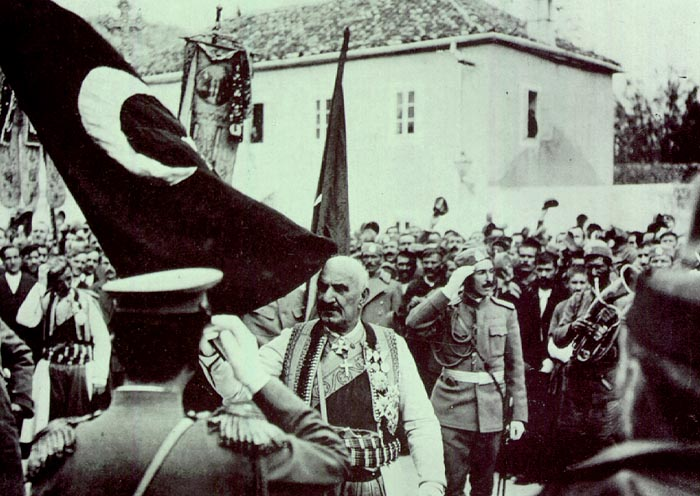
تسلیم اسکودرا به پادشاه مونته نگرو ، نیکولا پس از محاصره
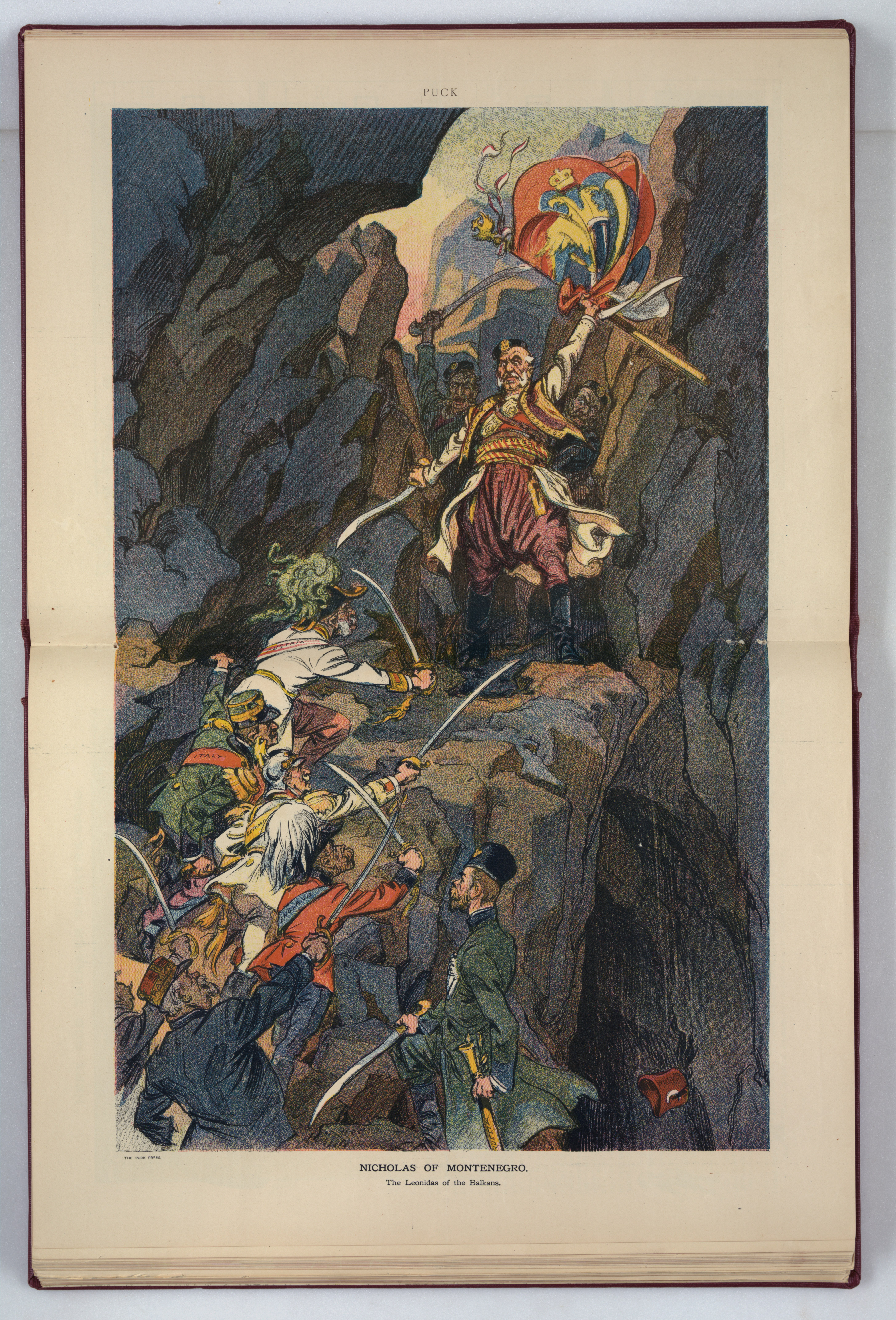
اودو کپلر دیدگاه پادشاه نیکلاس.
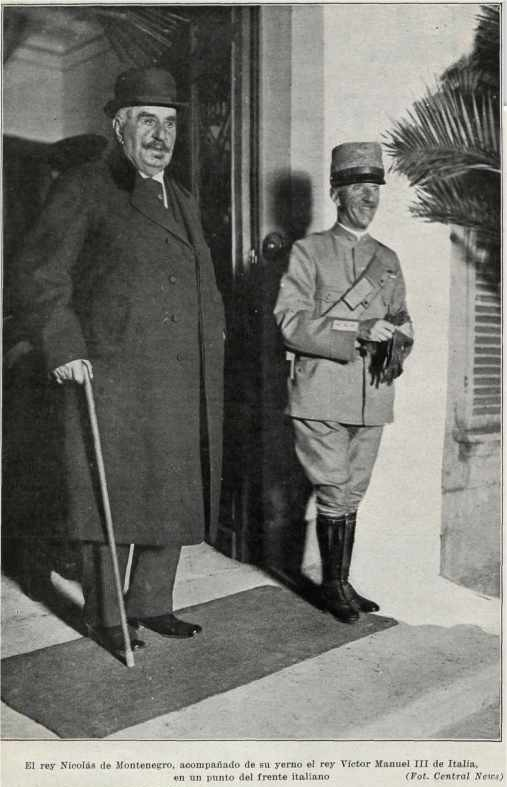
پادشاه نیکولای اول و ویکتور امانوئل سوم ، پادشاه ایتالیا
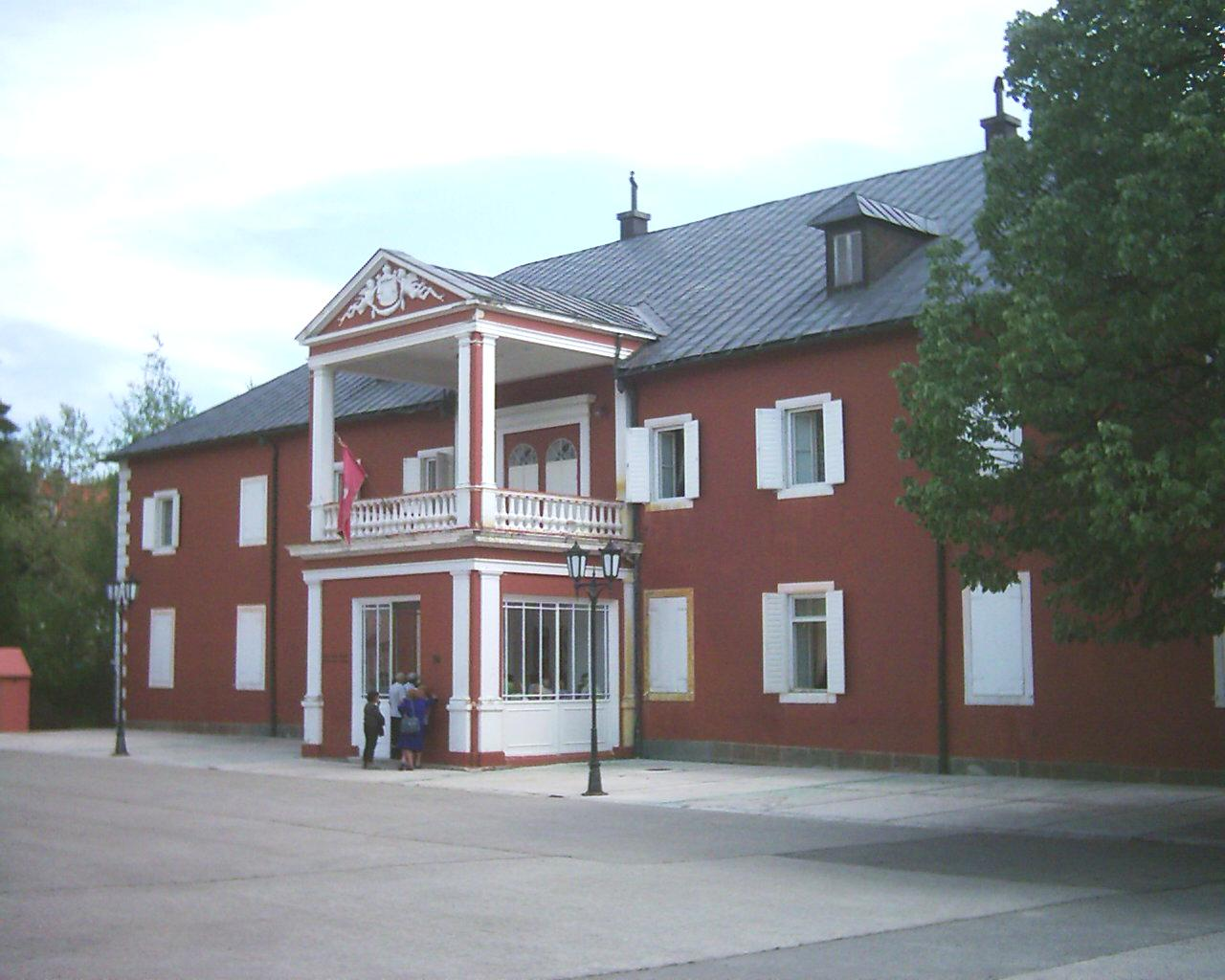
کاخ سلطنتی پادشاه نیکولا
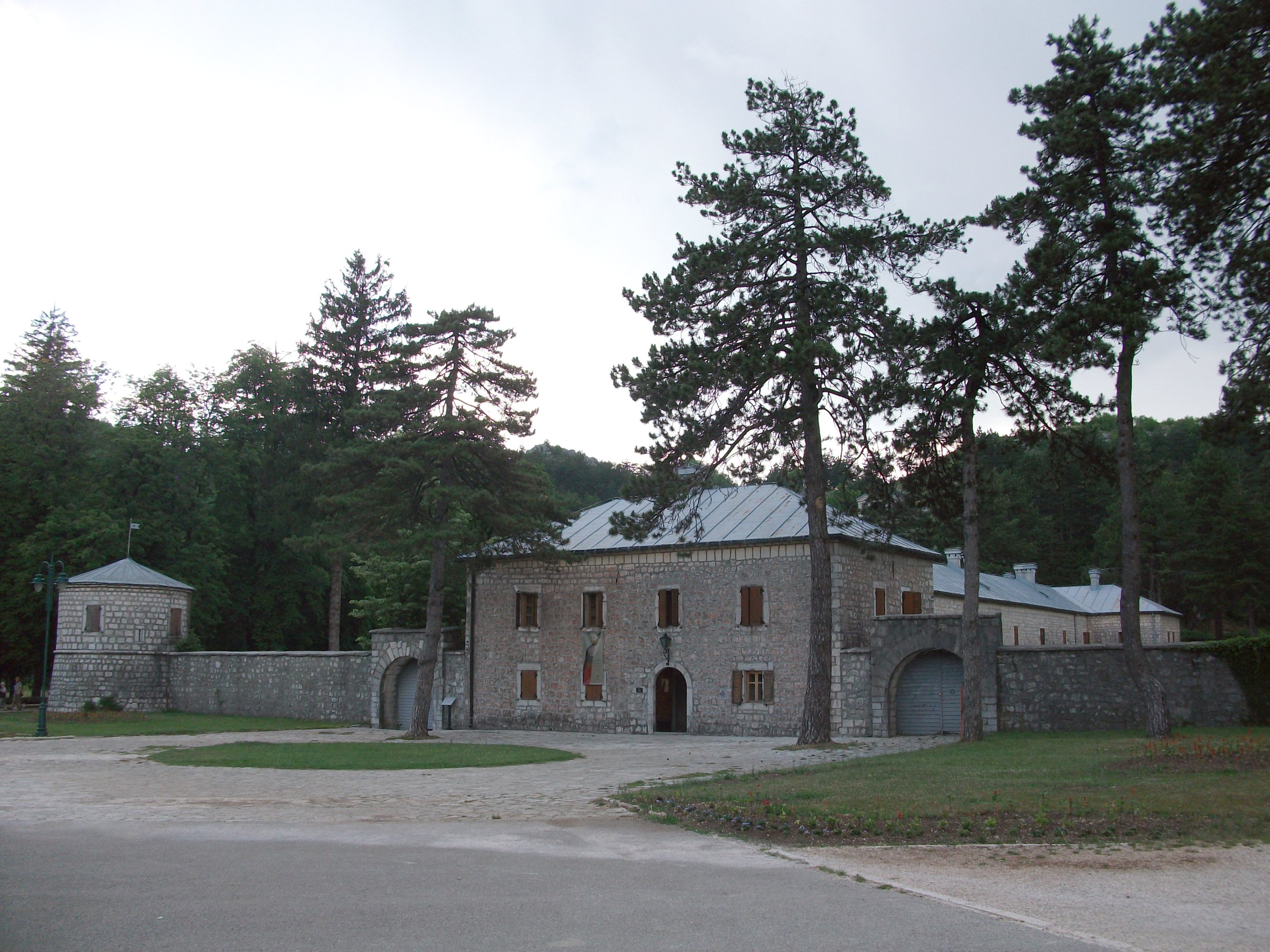
اولین اقامتگاه سلطنتی نیکولا در پایتخت
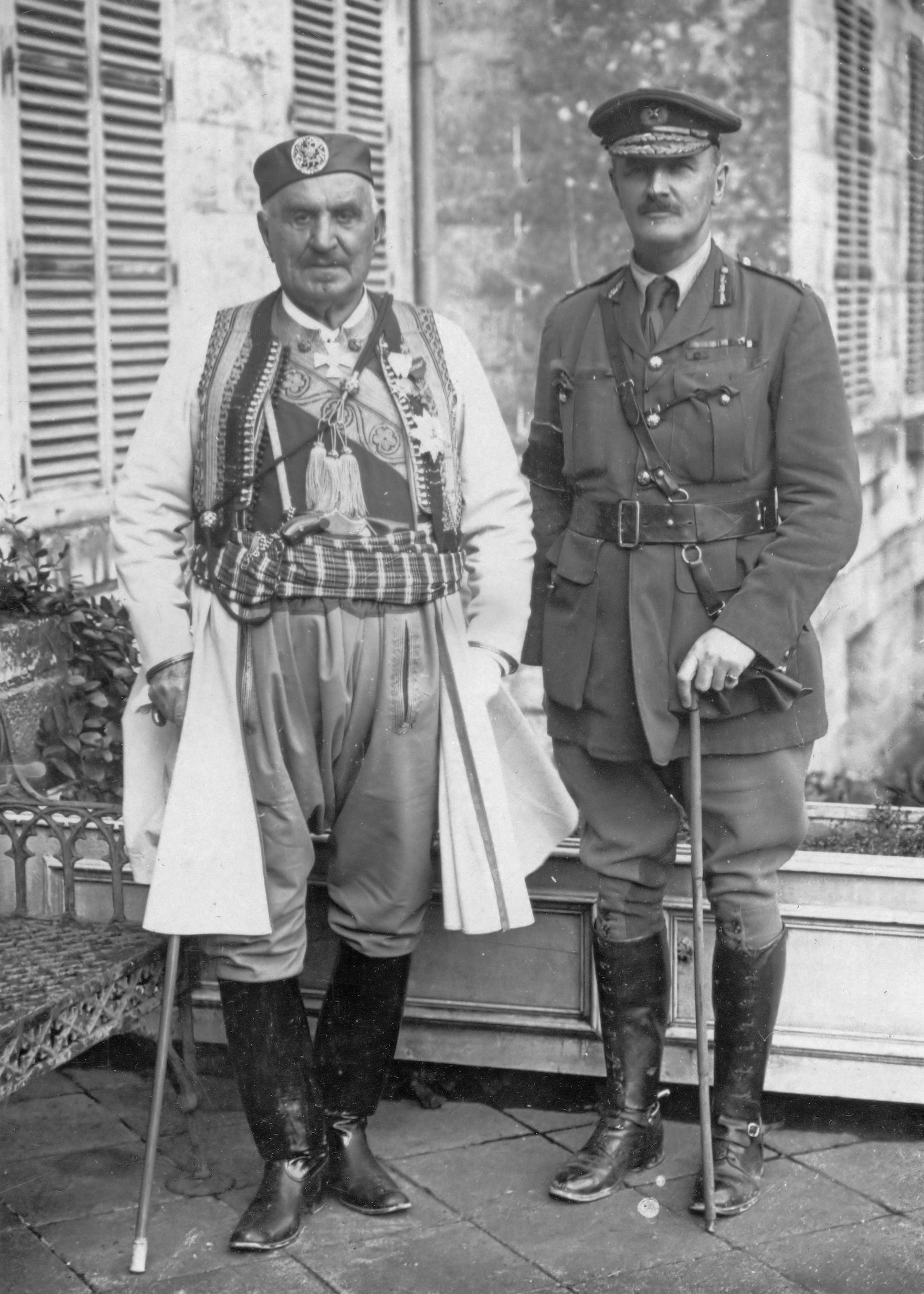
نیکلاس اول پادشاه مونته نگرو و ادموند آلنبی
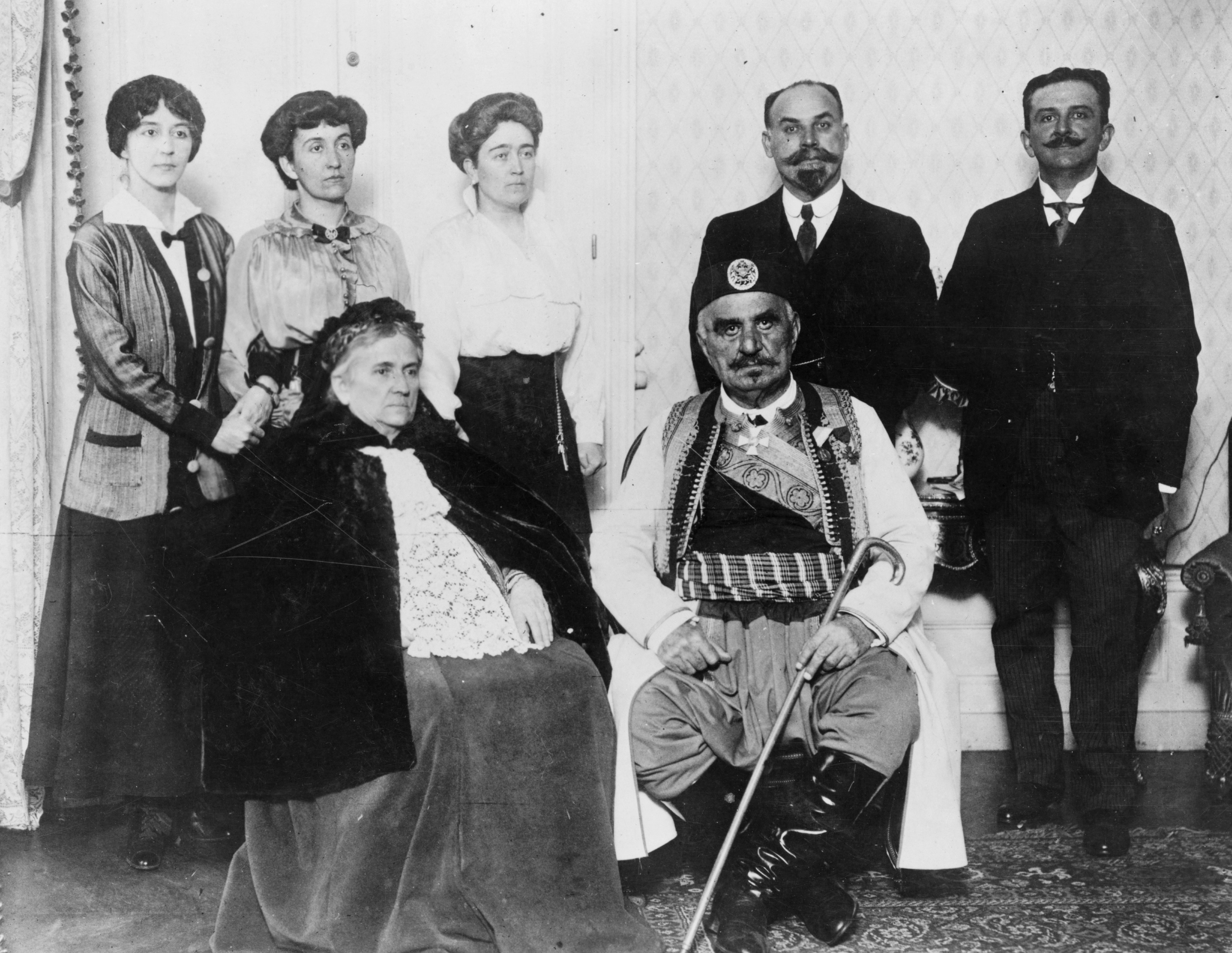
پادشاه نیکلاس با خانواده اش در تبعید در لیون
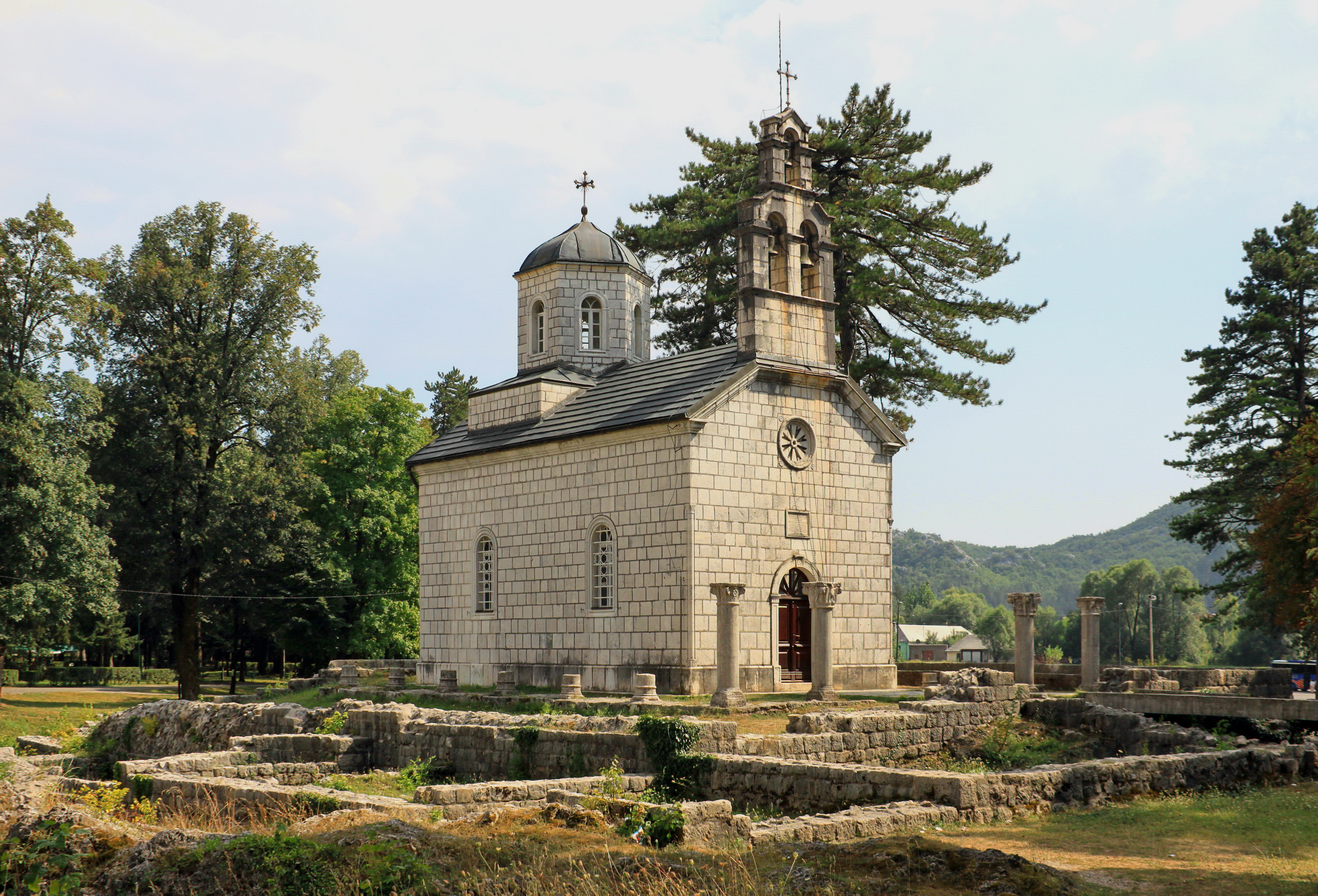
کلیسایی که در آنجا دفن شده‌است
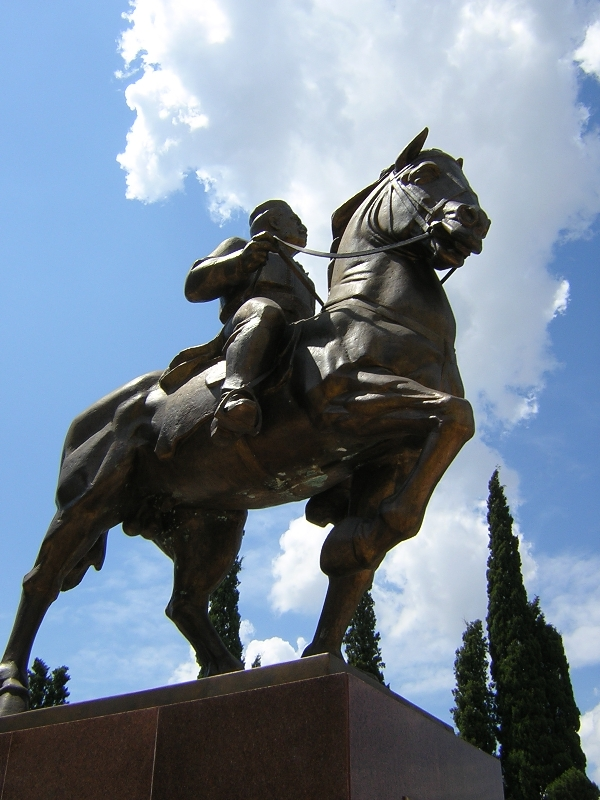
بنای یادبود پادشاه نیکلاس اول در پودگوریتسا